# エリサ・ラム事件
エリサ・ラム事件（エリサ・ラムじけん）とは、2013年2月19日にエリサ・ラム（英: Elisa Lam、広東語名：藍 可兒、1991年4月30日 - 2013年2月）の遺体が、アメリカ合衆国・ロサンゼルスのダウンタウンにあるセシル・ホテル (英: Cecil Hotel) の屋上の貯水槽内で発見された事件。
ラムは香港系カナダ人で、バンクーバーにあるブリティッシュコロンビア大学の学生だった。ラムの失踪が報告されたのは2013年2月初旬のことである。客が給水の問題について苦情を言い、ホテルでの保守作業の担当者がその件について調査した際に遺体を発見した。
ラムの失踪は広く報じられた。遺体が発見される5日前に、ロサンゼルス市警察が生前に最後に撮影されたラムの映像を公開し、人々の関心が高まった。それはエレベーターの監視カメラにより撮影されたもので、その映像では、ラムはエレベーターを出たり入ったりし、外の廊下で何者かに話しかけているような素振りをして、時折エレベーターの中に身を隠しているような行動をとった。映像はインターネット中に広まり、映像を見た多くの人が不安感を覚えた。ラムの行動について、超常現象に巻き込まれたという主張から、ラムが患っていた双極性障害が原因とするものまで、さまざまな説が挙げられた。映像が公開される前に編集されたと考える人もいた。
遺体が発見されると、ラムの死を取り巻く状況により、セシル・ホテルの歴史上起こった他の有名な死亡事件や殺人事件との関係から、さらに議論が巻き起こった。ラムの遺体は全裸で、その衣服や所持品は遺体の近くで水の中に浮いていた。ロサンゼルス郡検死局は度重なる延期の末、4カ月後に検死報告書を公開した。その報告によれば、遺体には外傷の形跡はなく、死亡した原因は不慮の事故によるものだったという。セシル・ホテルの客はホテルにこの事件に関して訴訟を起こし、ラムの両親も同年に別個で提訴した。両親の訴訟は2015年に棄却された。初期にインターネットで関心を持った人の中には、ラムの死と2005年のホラー映画『ダーク・ウォーター』 (日本映画『仄暗い水の底から』のリメイク作品) との類似性に注目した人もいる。この事件は国際的に大衆文化において影響を与えた。ちなみに、セシル・ホテルは名称を「ステイ・オン・メイン」 (英: Stay on Main) に変更している。

## 事件の背景
ラムは香港からの移民の娘であり、両親はバンクーバーと隣接する都市バーナビーで飲食店を営んでいた。ラムはブリティッシュコロンビア大学の学生だったが、2013年初頭には講義をとっていなかった。

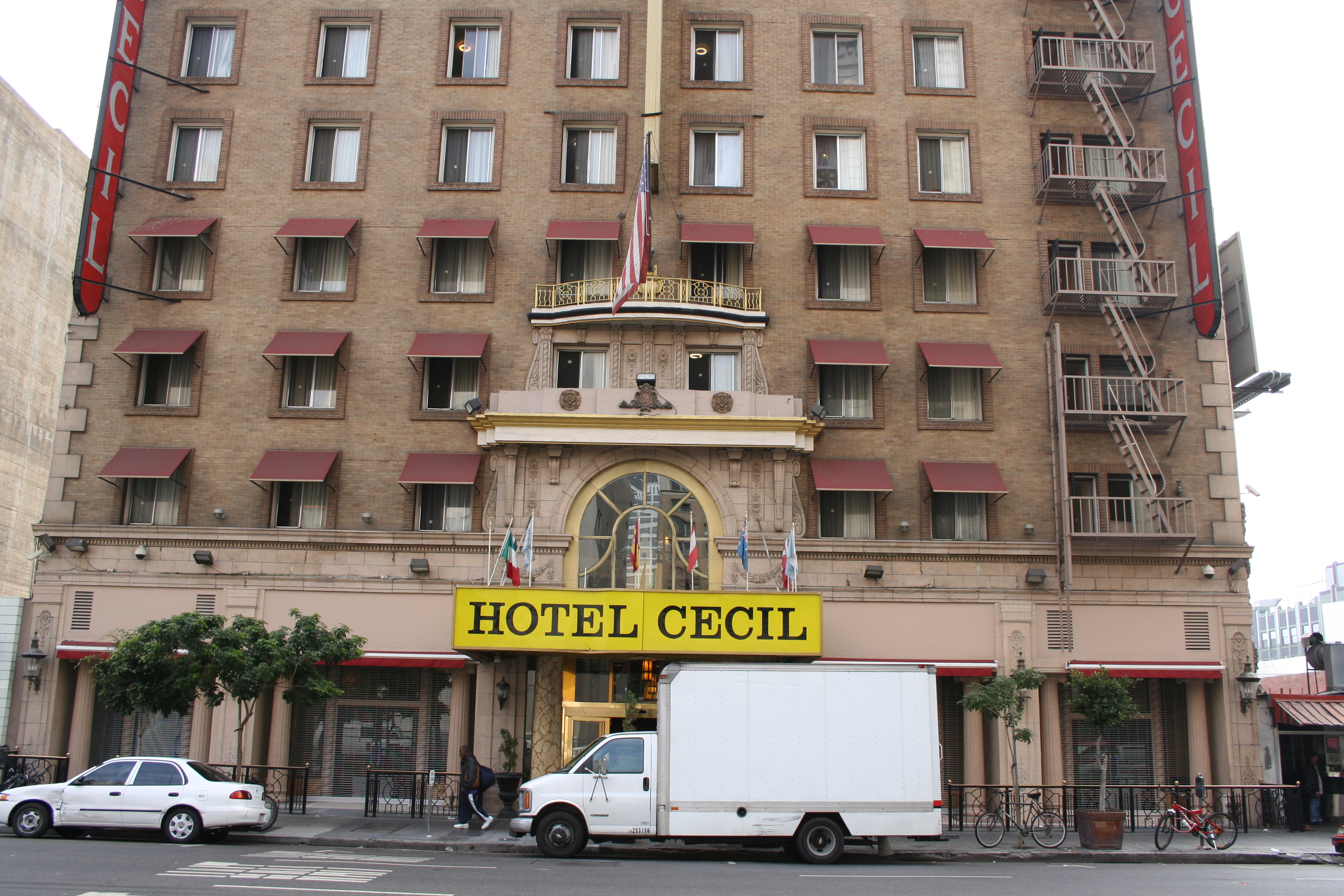
セシル・ホテル。ラムは最期をここで過ごした。

ラムはアムトラックの鉄道や都市間バスを使って一人で旅行していた。サンディエゴ動物園を訪れて、そこで撮影した写真をソーシャルメディアに投稿した。1月26日にロサンゼルスに到着した。そして2日後にセシル・ホテルにチェックインした。そのホテルはダウンタウンのスキッド・ロウに程近い。ラムは最初、ホテルの5階にある共同部屋に割り当てられていた。しかし、同室の宿泊者がラムの奇行について苦情を言い、ラムは2日後にラムだけに割り当てられた部屋に移動した。ラムの奇行については、ホテル側の弁護士は後に"certain odd behavior" (ある奇妙な振舞い) と表現している。
セシル・ホテルは1920年代にビジネスホテルとして設立されたが、1930年代の世界恐慌で景気が傾き、20世紀後半は周辺の街の荒廃により元の市場を取り戻すことがなかった。ロサンゼルスで有名な殺人事件のうちのいくつかは、このホテルで発生したか、このホテルに関係のあるものだった。1964年、「パーシング広場の鳩女」ゴールディー・オズグッド (英: Goldie Osgood) が強姦・殺害された事件がセシル・ホテルの一室で起きた。この事件は未解決のままである。連続殺人犯のジャック・ウンターベガーと「ナイト・ストーカー」リチャード・ラミレスの両名も犯行を行っていた時期にこのホテルに泊まっていた。自殺者も出ており、ある自殺者は飛び降りた際にホテルの前を歩いていた人に衝突し、死なせてしまっている。最近の修繕の後、ブティックホテル (高い独自性を売りにしたホテルのこと) として売り出しているが、悪評は消えずにいる。ジャーナリストのスティーヴ・エリクソンは、ラムの死後にホテルで一夜を過ごし、"The Cecil will reveal to you whatever it is you're a fugitive from" (セシルはあなたが逃れたいと思うものを何でも見せてくれるだろう) と記した。
ラムは双極性障害と抑鬱症を患っていると診断されており、病気の治療のためにウェルブトリン、ラミクタール、セロクエル、エフェクソールという4種類の薬を処方されていた。家族はラムの精神障害の病歴を秘密にしていたようだったが、家族によればラムは自殺念慮に駆られたり自殺を試みたりしたことはなかったという。しかし、ある報告では、ラムは以前に短期間姿をくらましたことがあると主張されている。
2010年中旬、ラムはBlogspotで"Ether Fields" (エーテル・フィールズ) という名前のブログを始めた。それから2年間にわたって、ファッショナブルな服を着たモデルの写真や自分の人生についての話を投稿した。特に自らの精神障害との闘病についての話が見られた。2012年1月のブログの投稿では、当時の学期の始まりで病気が再発して授業をいくつか放棄せざるを得なかったことを嘆き、"so utterly directionless and lost" (すっかり方向性を見失って途方に暮れている) ように感じていると記した。ブログの記事の題名には小説家のチャック・パラニュークの言葉"You're always haunted by the idea you're wasting your life" (お前は人生を無駄にしているという考えにいつも悩まされている) を引用した。この言葉を自分のブログの題句としていた。ラムは、あまりに多く授業を放棄したことで自分の成績証明書が疑念を起こさせるものに見えることや、授業を放棄したことで勉強を続けることや大学院に進むことができなくなることに悩んでいた。
ブログを始めてから2年ほど経過して、ラムはブログの更新を停止し、新たに"Nouvelle/Nouveau" (ヌーヴェル/ヌーヴォー) という題名のTumblrを始めると告知した。その内容のほとんどは見つけたファッションの写真や言葉の引用で、ラム自身の言葉の投稿は少数だった。同じパラニュークの言葉を題句としていた。

## ラムの失踪
ラムは旅行の間、ブリティッシュコロンビア州にいる両親に毎日連絡をとった。2013年1月31日はセシル・ホテルをチェックアウトしてサンタクルーズへ行く予定だった。しかし、その日、両親にはラムからの連絡がなく、両親はロサンゼルス市警察に通報した。家族はラムの捜索への協力のためにロサンゼルスへ行った。
その日にラムを見たホテルの職員は、ラムは一人でいたと述べた。その日にホテルの外でラムを見たことを覚えていたのは近くの書店の経営者の女性だけだった。書店の経営者はCNNに"She was outgoing, very lively, very friendly" (彼女は社交的な性格で、とても活発でフレンドリーでした) 、"[She was] talking about what book she was getting and whether or not what she was getting would be too heavy for her to carry around as she traveled" (買おうとしていた本についての話や、買おうとしていたものが旅行で持ち運んで回るのに重くなりすぎないかどうかという話をしていました) と語った。
警察は法的に可能な範囲までホテルを捜索した。ラムの部屋を捜索し、警察犬に建物を探らせた。屋上も探ったが、警察犬はラムの匂いの探知に成功しなかった。捜索を担当した巡査部長は後に"But we didn't search every room; we could only do that if we had probable cause [to believe a crime had been committed]" (我々は全ての部屋を捜索したわけではありません。それができるのは[犯罪があったと考えられる]相応な理由があるときだけでした) と述べた。
ラムが最後に目撃されてから1週間が経過した2月6日、ロサンゼルス市警察はもっと多くの助力が必要と決断した。ラムの写真を載せたチラシを近隣へ配布し、インターネットにも掲載した。これによりメディアを通じて人々の関心が集まった。

### エレベーターの映像
ラムの痕跡が見つからないままさらに1週間が経過した2月15日、ロサンゼルス市警察は知られている限りラムが最後に撮影された映像を公開した。それは2月1日に監視カメラによりセシル・ホテルのエレベーターの1つで撮影されたものだった。ラムの奇妙な行動によりこの事件は世界中から関心を惹き付け、広く議論の的となった。
エレベーターの内部の後方の天井の隅に見下ろすように置かれたカメラには、エレベーターの内部だけでなく、外の廊下も映し出されている。映像は幾分か粒子が粗く、下部に表示されているタイムスタンプは不鮮明である。いくつかの時点でラムの口はモザイク処理されたかのように歪んで見える。
映像の開始時点で、灰色のTシャツの上にファスナーのある赤いフード付きのスウェットシャツを着て、黒色のショートパンツとサンダルを身につけたラムがエレベータに入る。エレベータにー入ったのは左側からで、それから操作盤の方へ向かう。いくつかの階を選んだようで、その後に隅の方に下がる。ドアが数秒間閉まらずにいると、ドアに歩み寄り、ドアから頭が外へ出るように上体を出し、左右を見て、それからすぐに中へ戻り、壁の方へ後退し、その後に操作盤の近くの隅に移動する。ドアは開いたままである。
そして、再びドアへ歩み寄り、出入り口に立ち、側面に寄りかかる。突然、廊下の方に歩み出て、わきに1歩進み、その後にエレベーターに戻り、わきの方を見て、それからエレベーターを出る。その後に再び廊下の方へ行き、数秒間壁に隠れてほとんど姿が見えなくなる。ラムは壁に背を向けて外にいる。ドアは開いたままである。
右腕を頭の上に上げる。その後、向きを変えて再びエレベータに入り、両手をドアの側面に当てる。それから、操作盤へ向かい、たくさんのボタンを複数回押し、その後、エレベータにー入ってきた方向にある壁の方に戻る。前に立っていた壁の場所に歩いていくときに、少しの間、再び両手を耳より上の方に当てる。ドアは開いたままである。
右の方を向き、前腕をこすり合わせ始め、それからわきの方に手を揺らす。このとき、手を開き、指を伸ばし、僅かに前方へ腰をかがめ、ゆるやかに体を揺らしている。この様子はドア越しに見ることができ、このときもドアは開いたままである。壁の方向へ再び戻り、左側へ歩き去ると、扉はようやく閉まる。
この映像は様々なウェブサイトで再投稿され、中国の動画共有サイトのYoukuにも投稿された。Youkuに投稿された動画は最初の10日間で300万回視聴され、4万件のコメントがついた。コメントした人の多くが視聴の際に不安感を覚えた。
ラムの行動を説明するいくつかの説が展開された。そのうちの1つは、ラムは自分を追跡する何者かから逃れるためにエレベーターを動かそうとしていたというものだった。別の説は、ラムはエクスタシーまたは別のパーティドラッグの影響下にある可能性があるというものだった。ラムが双極性障害を患っていたことが知られると、ラムが精神病の発作を起こしているという説も生じた。
映像は世に出る前に加工されていると主張する視聴者もいた。タイムスタンプが不鮮明であるにもかかわらず、彼らは部分的にスロー再生されている、映像が1分間近く慎重に削除されていると主張した。

## 遺体の発見
ラムの捜索の間、ホテルの客が水が出にくいと苦情を言い始めた。後に、水の色が黒く変色していた、異常な味がしたと主張した客もいた。2月19日の朝、ラムの遺体が4台の貯水槽のうちの1つの中で発見された。貯水槽は3,785リットル (1,000ガロン) 入るもので、客室や台所、コーヒーショップに水を供給していた。貯水槽は保守用の蓋が小さすぎてラムの遺体を回収するために必要な装備が入らなかったため、排水して切開された。
2月21日、ロサンゼルス郡検死局は双極性障害を重要な要因とする不慮の事故による溺死と発表した。検死局の報告書の全文は6月に公開された。報告書によれば、ラムの遺体は全裸で発見されたという。エレベーターの映像で着ていたものと同じ衣服が水中に浮いており、"sand-like particulate" (砂のような微粒子) で覆われていた。腕時計や部屋の鍵も遺体とともに発見された。
ラムの遺体は適度に腐敗し、ガスで膨張していた。ほぼ緑色を帯びて変色しており、腹部にはいくらか大理石模様が浮かび、皮膚の分離も見られた。身体的外傷や性的暴行、自殺の形跡は無かった。毒物学の試験は十分な量の血液が保存されておらず不完全だったが、所有物から見つかった処方の薬物と一致する痕跡を示した。加えて、処方薬ではないシヌタブやイブプロフェンなどの薬の痕跡もあった。非常に少量のアルコール(約0.02g%)も検出されたが、レクリエーショナルドラッグは検出されなかった。

## 未解決の問題
調査によりラムの死因は判明したが、ラムがどのようにして貯水槽に辿り着いたのかという問題についての説明がなかった。ホテルの屋上に通じる扉や階段は施錠されており、職員だけがパスコードや鍵を有していた。無理にこじ開けようとすれば警報が鳴っていたと考えられる。しかし、ホテルの避難経路を使えばそのような保安措置を回避できた。もし、ラム (または、存在していたかもしれないラムと一緒にいた何者か) がそのことを知っていれば避難経路を利用できたと考えられる。ラムの死後に中国人のユーザがインターネットに投稿した映像には、ホテルの屋上へは避難経路を通じて容易に入ることができ、貯水槽のうちの2つは蓋が開いていたことが示されていた。
ラムが屋上に至った手段についての疑問とは別に、ラムは自分で貯水槽に上れたのかという疑問を抱く人もいた。4台の貯水槽は全て1.2×2.4メートルの大きさの円筒形で、コンクリートブロックの上に乗っていた。貯水槽へ上る固定の手段は無く、ホテルの職員は中身を見るために梯子を使う必要があった。貯水槽は重い蓋で塞がされており、蓋を外すのは困難だったはずである。ラムの失踪が注目されて間もなく、警察犬はラムを探してホテル中を捜索し、屋上も巡った。貯水槽付近は捜索していなかったものの、警察犬はラムの痕跡を発見できなかった。
ラムの死が確認された後も、映像に記録されたラムのエレベーターでの行動を説明しようとする動きは止まらなかった。ラムは追跡者から隠れようとしており、おそらくその追跡者が最終的にラムを殺害したという説を論じる人もいた。一方で、ラムは単にエレベーターの設備の故障に不満を感じていただけだと説明する人もいた。ラムは薬物中毒のスクリーン検査に引っかからなかったが、ラムが違法薬物の影響下にあったという説を唱える人々は意見を変えなかった。貯水槽の中で遺体が腐敗している間に薬物が分解されたという説や、通常の検査では探知できないような薬物の珍しい混合物を摂取したという説を唱えた。
検死報告書やその結論にも疑問が投げかけられた。例えば、レイプキット (強姦の証拠を集める道具) やフィンガーネイルキット (指の爪から証拠を集める道具) を使用した結果や、そもそもそれを使用したのかすら報告書には書かれていない。報告書には肛門部で皮下の鬱血が見られたとも記録されている。そのため、これが性的虐待の証拠という説を唱える人もいた。しかし、ある病理学者は、遺体の腐敗の過程で起こるガスの発生が原因でも起こる可能性があると述べた。また、ラムの直腸は脱出していた。
検死を担当した病理学者でさえ、ラムの死が事故によるものという結論を出していいか迷っていたようだ。報告書のあるページには死因が事故、自然死、他殺、自殺、未決のうちのどれかを書くための書式がある。その書式は大活字で、互いに距離が十分に離れている。「事故」のチェック欄には6月15日の日付が書かれている。しかし、3日後に代わりに「未決」の欄にチェックが入っている。報告書が公開される前の3日間のうちのある時点で、「未決」のチェックには取り消し線が引かれた。
ラムの死後、ラムのTumblrのブログが更新された。Tumblrの予約投稿機能であるQueueが使用されたと推定される。この機能を使うとユーザがいなくても自動的に投稿できる。ラムの携帯電話は遺体周辺やホテルの部屋からは発見されなかった。ラムの死に際してある時点で盗難されたと考えられる。ブログの更新が続いたのは、携帯電話を盗んだ人物によるものか、ハッカーの仕業か、それともQueue機能を使ったのか、どのような経緯かは不明である。ブログの更新とラムの死に関係があるのかも不明である。

## 訴訟
2013年9月に、ラムの両親が不法死亡を理由に提訴した。セシル・ホテルは"inspect and seek out hazards in the hotel that presented an unreasonable risk of danger to (Lam) and other hotel guests" (ラムや他の客に危険をもたらす理に合わないリスクの原因をホテル内で調査して発見) することを怠ったと主張し、特定しない損害賠償と埋葬費用を請求した。ホテル側はラムが貯水槽に入ることを合理的に予測することは不可能であり、ラムがどのようにして貯水槽に辿り着いたか不明のままであるため、それを防ぐための責任はホテル側には帰せられないと主張した。2015年に訴訟は棄却された。

## 大衆文化への影響
ラムの死を取り巻く状況が2005年のホラー映画『ダーク・ウォーター』の筋書き中の要素と比較された。『ダーク・ウォーター』は鈴木光司の短編集『仄暗い水の底から』の中の1編を原作とする同名の日本映画をアメリカでリメイクしたものである。この映画では母親と娘が寂れたアパートに引っ越す。エレベーターが正常に機能しない、蛇口から変色した水が噴出するといった出来事が、最終的に母娘を建物の屋上の貯水槽に導き、そこで1年前に建物から失踪したと報じられた少女の遺体を発見する。
映画やテレビ番組の制作者たちはラムの事件を自身の作品のための着想の糧として利用した。2013年5月に、ABCのテレビドラマ『キャッスル 〜ミステリー作家は事件がお好き』で、第5期の最終回に「決断」 (英: Watershed) という題名のエピソードが放送された。このドラマではニューヨークの刑事と、題名と同名のミステリー作家が犯罪を調査する。このエピソードでは、マンハッタンの「セドリック・ホテル」 (英: Cedric Hotel) の屋上の貯水槽で遺体となって発見された若い女性の死についての手掛かりを2人が追求する。証拠の中に女性がエレベーターに入るところを写した監視カメラの映像がある。最終的に、その女性はホテルの別の客を調べるために売春婦に扮していたと判明する。
別のABCのドラマ『殺人を無罪にする方法』にも同じような筋書きが見られる。2014年から放送された第1期はフラッシュバックが連続的に展開されるが、その期の最初に失踪した女子学生社交クラブの少女が殺害されており、社交クラブの会館の屋上にある貯水槽に遺体が隠蔽される。遺体は保守作業の担当者が、水の出が悪いという問題を解消しようとして会館に呼ばれることで発見されるという類似点もある。
ラムの家族がバンクーバーに移住する前に住んでいた香港でも、映画制作者はこの事件から着想を得ている。香港映画の俳優であるニック・チョンは、2014年に『盂蘭神功』という映画で初めて映画監督を担当した。これはホラー・スリラー映画であり、エレベーターで若い女性が幽霊により恐怖に陥る場面がある。監視カメラの映像のように撮影されており、セシル・ホテルのラムの映像から着想を得たと考えられている。中国の映画監督の劉浩は、ラムの死から1年後にそれを元とした映画を制作すると告知した。劉は自らロサンゼルスへ赴き、調査のためセシル・ホテルに数日間滞在した。中国メディアによれば、人気女優の高圓圓がラムを演じるのに関心がある可能性があるという。劉はもし映画を制作したときは、英語でのアメリカ・オーストラリアの共同制作になる可能性が高いと話している。
ラムの死から1年経過した2014年5月、ブランドン/フィリップ・マーフィー兄弟がThe Bringingという題名のホラーの脚本を制作した。ラムの死についての調査をバックストーリーとして用い、事件の調査をする男が徐々に正気を失っていく話を創作した。ラムの死からすぐにこのような脚本を制作したことは広く批判された。当初はデンマーク人の映画監督のニコラス・ウィンディング・レフンがその映画を監督する予定だったが、同年の8月にジェレミー・ラヴァーリングがソニー・ピクチャーズに向けて監督を担当すると告知された。
バンクーバーのロックバンドのThe Zolasの楽曲Ancient Marsのために2014年に制作されたミュージック・ビデオには、ラムの最期の日を理想化して表現する意図があった。その映像では、若い女性がロサンゼルスを歩いて回り、純粋に楽しむ。The Zolasの歌手のザカリー・グレイは"It bugged me how tidily people explained away her disappearance with drugs or mental illness" (人々がラムの失踪をなんと整然とドラッグや精神障害で片付けようとするのかということに苛立った) と語った。グレイは当時、ブリティッシュコロンビア大学へ赴き、ラムと知り合いだった友人を得ている。"Though it's mostly fiction we wanted people to see it and feel like she was a real girl and a familiar girl and not just a police report" (人々に見て感じてほしい創作はほとんど、ラムは現実にいたありふれた女の子であって、単なる警察の報告書だけじゃないということなのに) とも述べている。その年の下旬にアメリカのポスト・ハードコアバンドのHail the Sunもラムの事件に着想を得てDisappearing Syndromeという楽曲を制作した。そのバンドのギタリストのエリック・ガルシアはRedditでの人々からの質問に答える企画で"It's such a chilling and eerie case" (なんてぞくぞくとさせる不気味な事件なんだ) と語っている。
2015年に放送されたアメリカのテレビドラマ『アメリカン・ホラー・ストーリー』の第5期はラムの死から着想を得たものと推測されている。制作者のライアン・マーフィーは次の期では現代のロサンゼルスのホテルが舞台になると述べていた。マーフィーは若い女性が"got into an elevator at a downtown hotel ... [and] was never seen again." (繁華街のホテルのエレベーターに入り、……そして誰もその姿を再び見ることがなかった) という監視カメラの映像から着想を得たという。ラムの名前こそ出さなかったが、ラムについて言及していると考えられる。2017年に音楽グループのSun Kil MoonはCommon as Light and Love Are Red Valleys of Bloodというアルバムを出した。このアルバムの収録曲の"Window Sash Weights"と"Stranger Than Paradise"はラムの事件を元としており、その事件はでっちあげだったという考えを押し出している。バンドのメンバーのマーク・コゼレックはインタビューで"I've come to the conclusion that nobody died in the water tank. There’s no way to identify the girl on the elevator, as her face is pixelated." (貯水槽で誰も死んでいないという結論に達した。エレベーターにいた少女が誰かなんて分かりようがない。少女の顔はモザイクになっていたのだから) と語っている。